# Ludwig Edinger

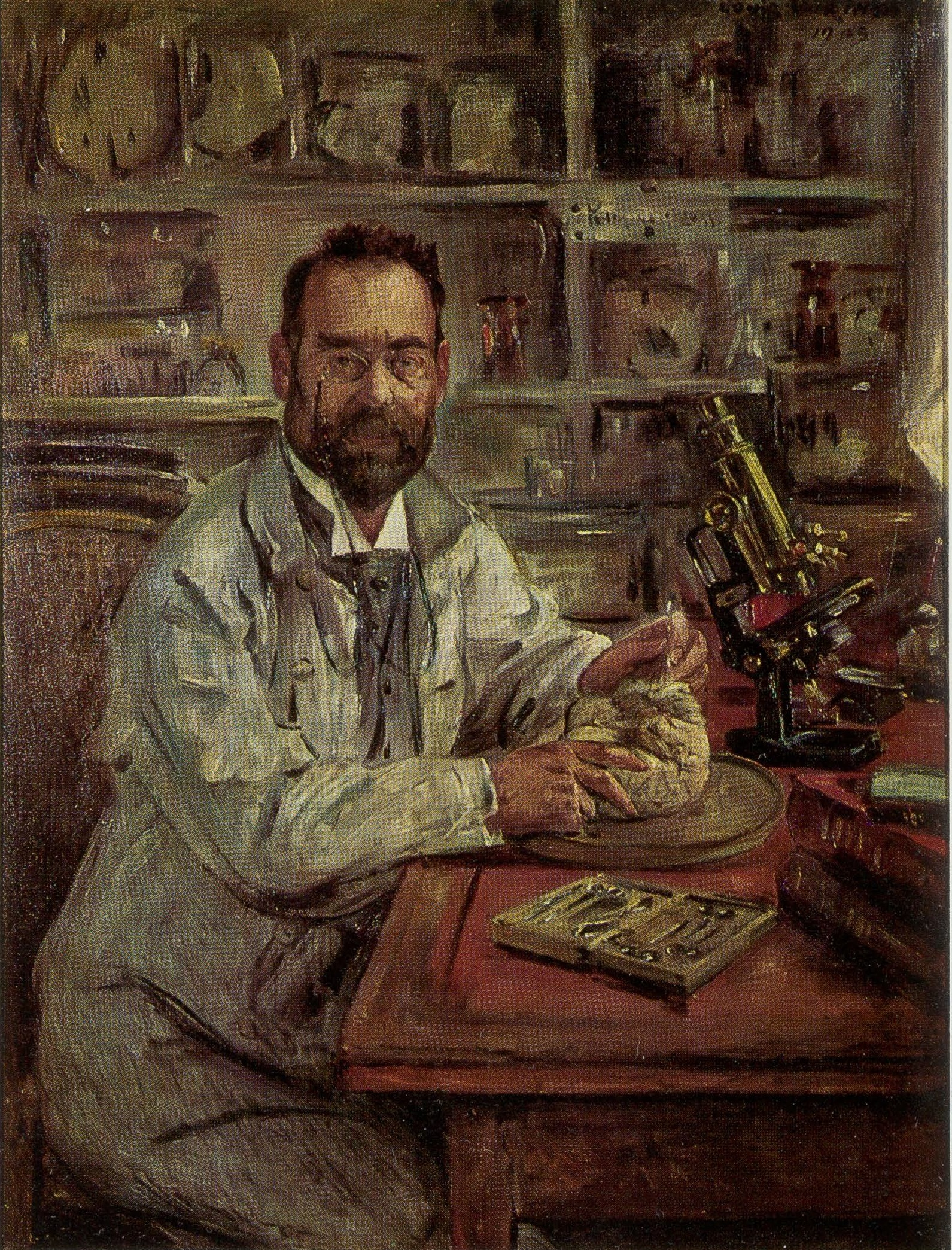
Ludwig Edinger, 1909 porträtiert von Lovis Corinth

Ludwig Edinger (* 13. April 1855 in Worms; † 26. Januar 1918 in Frankfurt am Main) war ein deutscher Nervenarzt und Hirnforscher.
1912 war er einer der Mitunterzeichner des Stiftungsvertrags zur Gründung der Universität Frankfurt am Main (eröffnet 1914). Im gleichen Jahr wurde er vom König von Preußen zum Professor für Neurologie ernannt – als erster Forscher in Deutschland. Zu seinen fast vergessenen Leistungen gehört es, aufgrund vergleichender anatomischer Studien im menschlichen Gehirn „alte“ und „neu erworbene“ Abschnitte unterschieden zu haben („Palaeencephalon“, „Neencephalon“).

## Biografie

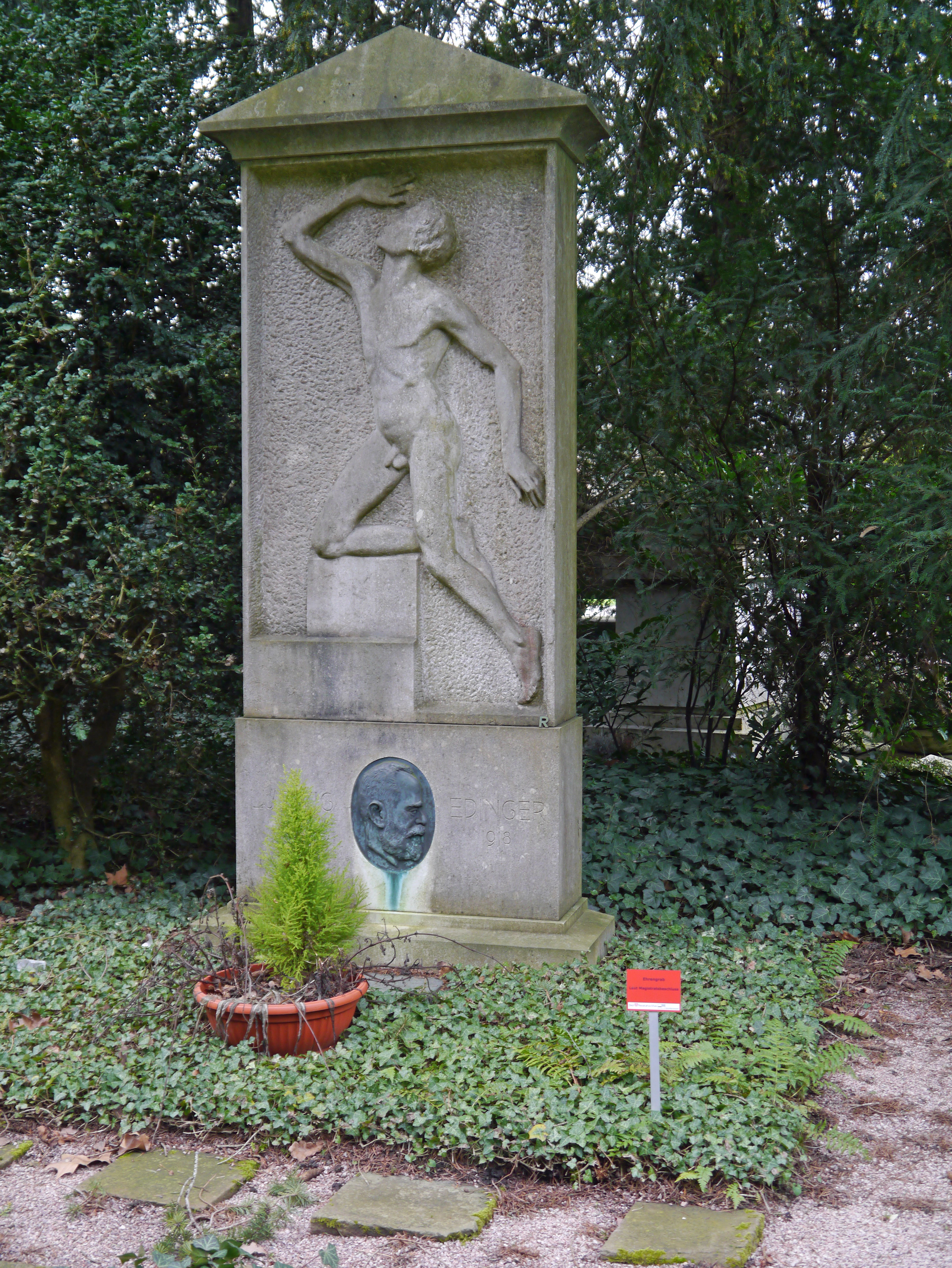
Familiengrab auf dem Frankfurter Hauptfriedhof

Edinger war jüdischer Abstammung und wuchs in Worms auf, sein Vater, Marcus Edinger war erfolgreicher Textilgroßkaufmann und demokratischer Abgeordneter im Landtag von Hessen-Darmstadt, der sich seiner Herkunft aus ärmlichen Verhältnissen nicht schämte, sondern bereits 1873 (vergeblich) für die Schulgeldfreiheit eintrat und diverse Wohlfahrtseinrichtungen begründete.
Seine Mutter Julie war die Tochter eines bedeutenden Karlsruher Arztes. Edinger studierte von 1872 bis 1877 Medizin an der Universität Heidelberg (bis 1874) und der Universität Straßburg. Er wandte sich in seiner Tätigkeit als Assistenzarzt (1877–1882) an der Justus-Liebig-Universität Gießen der Neurologie zu, die er auch zum Gegenstand seiner Habilitation machte (1881) und aufgrund der er eine Privatdozentur erhielt. Nach Tätigkeiten in Berlin, Leipzig und Paris ließ er sich 1883 in Frankfurt am Main als „Practischer Arzt und Spezialist für Nervenheilkunde“ nieder. „Ich war fast der erste in Deutschland, der diese Spezialbezeichnung wagte“, erinnerte er sich. 1896 erhielt er den Professorentitel.
Auf Edingers Initiative wurde 1885 der andernorts vom Antisemitismus betroffene Pathologe Carl Weigert zum Direktor der Dr. Senckenbergischen Anatomie in Frankfurt am Main berufen. Weigert räumte seinem Freund Edinger umgehend einen Arbeitsplatz in diesem Institut ein. Aber erst 1902 erhielt Edinger in dem Gebäude einen eigenen Raum für seine neurologische Abteilung, die dadurch zum „Dr. Senckenbergischen Neurologischen Institut“ avancierte. Im folgenden Jahr wurde er auch offiziell zum Direktor des von ihm begründeten Instituts ernannt, das er stetig weiter ausbaute. Obwohl der Hirnforscher das Institut privat finanzierte, fürchtete die Senckenbergische Stiftung zusätzliche materielle Belastungen und löste daher nach langen Querelen 1908/09 die Bindung. Aber schon bald darauf konnte Edinger das Neurologische Institut an die neu gegründete Frankfurter Universität anschließen. In seiner Ernennungsurkunde zum Professor war allerdings ebenfalls ausdrücklich vermerkt, dass er sein Institut weiterhin aus eigener Tasche zu unterhalten habe. Möglich war ihm dies u. a. deshalb, weil er seit 1886 mit Anna Goldschmidt (1868–1929), Sozialpolitikerin und Tochter einer in Frankfurt alteingesessenen jüdischen Bankiersfamilie verheiratet war und diese 1906 ein Millionenerbe angetreten hatte. 1908 wurde er zum korrespondierenden Mitglied der Göttinger Akademie der Wissenschaften gewählt.
Edinger gehörte zu den Unterzeichnern des Stiftungsvertrags der Universität Frankfurt am 28. September 1912 und zu den Gründungsordinarien, die am 14. August 1914 berufen wurden. Ab dem WS 1914/15 bis zu seinem Tod Anfang 1918 bot er Kurse und Vorlesungen an, trotz eingeschränktem Gesundheitszustand.
Edinger starb am 26. Januar 1918 an Herzversagen und wurde auf dem Frankfurter Hauptfriedhof (Gewann II GG 21). Noch nach seinem Tod zeigte er sich als Hirnforscher bis zur letzten Konsequenz: Er hatte verfügt, dass sein Gehirn in seinem Institut seziert werden sollte. Den Fortbestand seines Neurologischen Instituts hatte Edinger 1917 durch die Einrichtung einer Stiftung gesichert. Der Ludwig Edinger-Stiftung gehört das – mittlerweile ebenfalls den Namen seines Gründers tragende – Neurologische Institut am Klinikum der Frankfurter Goethe-Universität bis heute; im Fachbereich Medizin ist es ein „Institut besonderer Rechtsnatur“. Das Edinger-Institut bezeichnet sich selbst als das „älteste Hirnforschungsinstitut Deutschlands“.
Ludwig und Anna Edinger hatten drei Kinder: Fritz (1888–1942), Dora (1894–1982) und Tilly (1897–1967). Fritz war promovierter Nervenarzt und Soziologe, die Tochter Tilly Edinger wurde die Begründerin der „Paläoneurologie“ in Deutschland. Das Stifterehepaar erhielt 1945 eine späte Würdigung ihrer Verdienste um die Medizin, indem die damalige Walter-Flex-Straße wieder ihren ursprünglichen Namen Edingerweg zurückerhielt.

## Forschungsthemen
Anfangs noch am heimischen Küchentisch in Frankfurt, da ihm als Jude wegen des um 1882/83 wieder aufflammenden Antisemitismus zunächst die wissenschaftliche Laufbahn an einer deutschen Universität versagt geblieben war, fertigte Edinger Dünnschnitte von Gehirnen totgeborener menschlicher Föten an und begann so im Verborgenen mit seiner anatomischen Grundlagenforschung, die bahnbrechend in der Neurologie werden sollte. Erste Ergebnisse stellte Edinger 1884 dem Ärztlichen Verein vor, in zehn Vorlesungen über den Bau des menschlichen Gehirns, die er kurz darauf in Buchform publizierte. Durch dieses Werk wurde er schlagartig in internationalen Fachkreisen bekannt als Experte für die Anatomie des menschlichen Gehirns und für dessen Entwicklung während der Embryonalphase. Bald dehnte er seine Studien auf das Vorder- und Zwischenhirn von Haien, Amphibien, Reptilien und Vögeln aus und konnte so die Entwicklungsgeschichte des Gehirns während der Evolution nachvollziehen. Edingers Idee war es, durch den detaillierten Vergleich des Gehirns in der evolutionär aufsteigenden Tierreihe einzelnen Hirnteilen definierte Leistungen zuzuordnen.
Von Edinger stammen die ersten Farbtafeln mit Querschnitten durch die Gehirne der unterschiedlichen Tierstämme – Farbtafeln, die in ähnlicher Weise noch heute jedes Lehrbuch der Hirnanatomie schmücken. Er entdeckte fast täglich neue, unbekannte Strukturen; seine wichtigsten Entdeckungen betrafen den Verlauf der Schmerzbahn und den Nucleus accessorius nervi oculomotorii (Edinger-Westphal-Kern), der das Ursprungskerngebiet der parasympathischen Nervenfasern des dritten Hirnnervs (Nervus oculomotorius) darstellt, der den Pupillenreflex und damit die Adaptation des Auges steuert. Sein Ruhm war so groß, dass sich beispielsweise Korbinian Brodmann, der die international gültige Gliederung der Großhirnrinde vornahm, vor der definitiven Namensgebung der Zustimmung Edingers versicherte.
Edinger beließ es aber nicht bei rein anatomischen Studien, sondern wandte sein Interesse auch der vergleichenden Psychologie zu und wurde so zu einem Wegbereiter der Tierpsychologie, aus der die moderne Verhaltensbiologie hervorging. Er versuchte, aus dem Bau des Gehirns die Funktion zu erklären und konnte u. a. nachweisen, dass die Forscher beim Untersuchen von Sinnesempfindungen der Tiere zuvor stets vom Menschen und dessen Sinnesleistungen ausgegangen waren. Edinger hingegen konnte zeigen, dass viele Tiere auf bestimmte Reize allein schon deswegen nicht reagieren können, weil sie im Gehirn keine für die Reizverarbeitung geeigneten Strukturen besitzen. Er war so der erste Forscher, der erkannte, dass Fische und Amphibien nicht länger kurzerhand als „taub“ angesehen werden können, weil sie mit einem Glockenton aus anatomischen Gründen nicht das verbinden, was wir Menschen mit einem solchen akustischen Reiz verbinden. Edinger führte die Unterschiede im Verhalten der höheren Tiere also auf die Entwicklung zusätzlicher Hirnteile zurück.
Viele seiner Erkenntnisse haben bis heute Bestand, allerdings sprechen neuere Forschungsergebnisse dafür, dass die „alten“ Hirnstrukturen zum Beispiel der Vögel im Verlauf der Evolution auch Funktionen übernommen haben, für die bei Säugetieren das Großhirn zuständig ist.

## Schriften
- Über das Gehirn von Myxine glutinosa. Berlin 1906.
- Einführung in die Lehre vom Bau und den Verrichtungen des Nervensystems. Leipzig 1909 und 1912.
- Mein Lebensgang. Erinnerungen eines Frankfurter Arztes und Hirnforschers. Hrsg. von Gerald Kreft, Werner Friedrich Kümmel, Wolfgang Schlote und Reiner Wiehl. Verlag Waldemar Kramer, Frankfurt am Main 2005, ISBN 3-7829-0561-X.
- Beiträge zu Albert Eulenburgs Real-Encyclopädie der gesammten Heilkunde. Erste Auflage.
  - Band 14 (1883) (Digitalisat), S. 583–586: Wanderleber; S. 587–594: Wanderniere
  - Band 15 (1883) (Digitalisat), S. 264–281 (Nachträge): Vagusneurosen; S. 281–290 (Nachträge): Verstopfung

## Belege
1. ↑  G. Kremt, Gründer, Gönner und Gelehrte. Ludwig Edinger: Forscher - Stifter - Deutscher Jude, Societäts-Verlag (2011) ISBN 3-7973-1259-8
2. ↑  Barbara I. Tshisuaka: Edinger, Ludwig. In: Werner E. Gerabek, Bernhard D. Haage, Gundolf Keil, Wolfgang Wegner (Hrsg.): Enzyklopädie Medizingeschichte. De Gruyter, Berlin / New York 2005, ISBN 3-11-015714-4, S. 334 f.; hier: S. 334.
3. ↑  Udo Benzenhöfer: Der Neurologe Ludwig Edinger und die Universität Frankfurt am Main. In: Udo Benzenhöfer (Hrsg.): Ehrlich, Edinger, Goldstein et al.: Erinnerungswürdige Frankfurter Universitätsmediziner. Klemm + Oelschläger, Münster/Ulm 2012, ISBN 978-3-86281-034-5, S. 18–42, S. 28 (uni-frankfurt.de).
4. ↑  Holger Krahnke: Die Mitglieder der Akademie der Wissenschaften zu Göttingen 1751–2001 (= Abhandlungen der Akademie der Wissenschaften zu Göttingen, Philologisch-Historische Klasse. Folge 3, Bd. 246 = Abhandlungen der Akademie der Wissenschaften in Göttingen, Mathematisch-Physikalische Klasse. Folge 3, Bd. 50). Vandenhoeck & Ruprecht, Göttingen 2001, ISBN 3-525-82516-1, S. 73.
5. ↑  Udo Benzenhöfer: Der Neurologe Ludwig Edinger und die Universität Frankfurt am Main. In: Udo Benzenhöfer (Hrsg.): Ehrlich, Edinger, Goldstein et al.: Erinnerungswürdige Frankfurter Universitätsmediziner. Klemm + Oelschläger, Münster/Ulm 2012, ISBN 978-3-86281-034-5, S. 18–42 (uni-frankfurt.de).
6. ↑  Grab der Familie Edinger auf dem Frankfurter Hauptfriedhof (Gewann II, Grab GG 21, Lage, Bilder)
7. ↑  Grabkarte zu Grab II GG 21. In: Akten des Hauptfriedhofs Frankfurt
8. ↑  Neurologische Institut (Edinger-Institut): Über unsere Geschichte. Zuletzt abgerufen am 6. April 2022.
9. ↑  Die Umbenennung von Straßen und Plätzen. In: Frankfurt am Main 1933–1945. Institut für Stadtgeschichte, abgerufen am 26. Juli 2019.

| Personendaten    | Personendaten                                     |
| ---------------- | ------------------------------------------------- |
| NAME             | Edinger, Ludwig                                   |
| KURZBESCHREIBUNG | deutscher Mediziner, Neurologe und Gehirnforscher |
| GEBURTSDATUM     | 13. April 1855                                    |
| GEBURTSORT       | Worms                                             |
| STERBEDATUM      | 26. Januar 1918                                   |
| STERBEORT        | Frankfurt am Main                                 |